# Vulpes qiuzhudingi
Vulpes qiuzhudingi es una especie extinta de zorro cuyos fósiles se encontraron en los Himalayas. Era principalmente carnívoro. Sus restos, que datan de entre 5.08 a 3.60 millones de años, fueron hallados en la cuenca de Zanda y las Montañas Kunlun del Tíbet. El nombre de la especie es en reconocimiento de Qiu Zhuding, un paleontólogo de la Academia China de las Ciencias. Se cree que este animal habría sido el ancestro directo de Vulpes lagopus, el actual zorro ártico, lo cual apoyaría la teoría conocida como "fuera del Tíbet", que indica que varias de las especies de animales del Ártico remontan sus orígenes a la meseta tibetana.